# Luigi Anelli (letterato)
Luigi Anelli (Vasto, 20 febbraio 1860 – Vasto, 14 dicembre 1944) è stato un letterato, editore, archeologo storico, giornalista, poeta, musicista e drammaturgo italiano.

## Biografia

### La famiglia
Nacque a Vasto nell'allora Regno delle Due Sicilie da Gaetano, mercante e decurione, sottotenente della Guardia Nazionale, e da Encratide Cianci. Sposerà la cugina Teresa Celano da cui ebbe tre figli e, dopo la morte di lei, sposerà in seconde nozze Emilia Sargiacomo da cui avrà altri cinque figli.

### Attività giornalistica ed editoriale
Nel 1878, studente in vacanza, insieme a un suo amico, diede vita al primo giornale vastese, In Vacanza, una pubblicazione letteraria settimanale nella quale scrissero anche suoi compagni di studi come Edoardo Scarfoglio, Domenico Tinozzi e Giuseppe Mezzanotte. Purtroppo, per motivi economici, il giornale cessò molto presto le pubblicazioni. Intorno al 1895, Luigi, rilevò la tipografia Manzitti fondando una sua casa editrice con marchio "Manzitti & Anelli" che dieci anni dopo cambierà in "L.Anelli" con cui nel 1890 pubblicò, corredata dalle sue note, la Disamina del sistema allegorico della Divina Commedia Collaborò con il periodico locale "Istonio - corriere della domenica", fondato nel 1888, che pubblicò settimanalmente per oltre venti anni. La sua attività giornalistica proseguirà nel tempo con il foglietto quindicinale Il Vastese d’Oltre Oceano, stampato dal 1923 al 1933. Il giornale, quasi interamente scritto da lui, rappresenta un punto di riferimento importante per la storia della città degli anni venti. Fu anche corrispondente di altre testate importanti quali il Corriere della Sera e il Giornale d’Italia.

### Sul dialetto
Nel 1892 stampò sonetti in dialetto vastese. Nel 1894, sempre in dialetto, pubblicò Cristo come vede così provvede! rappresentazione di un proverbio in un atto che fu eseguita con successo, la prima volta il 6 ottobre 1894 nel Teatro Comunale Rossetti. Nel 1897 pubblicò Origine di alcuni modi di dire del dialetto vastese. Nello stesso anno stampò anche Proverbi vastesi, lodati anche da Giuseppe Pitrè. Nel 1901 pubblicò il Vocabolario Vastese lavoro molto apprezzato dai più eminenti glottologi italiani e stranieri. Nel 1923 pubblicherà ancora Lo zio spiccicato!, una commedia in tre atti in dialetto abruzzese

### Interessi storici
Nel 1885 ancora giovanissimo stampa la prima edizione di  "Ricordi di storia vastese", un buon testo di storia locale con qualche pecca in fatto di metodologia e di documentazione. A ciò provvederà nel 1997 con una nuova edizione riveduta ed ampliata.  In occasione del centenario dei tragici fatti del 1799 la sua tipografia stampò "La Città del Vasto nel 1799", un'opera storica, importante per notizie inedite relative alla breve vita della Repubblica Vastese. Nella Biblioteca Nazionale di Firenze scoprì il diario del viaggio compiuto da Serafino Razzi nella seconda metà del sedicesimo secolo con una parte riguardante la storia di Vasto che pubblicò, con sue annotazioni, nel 1897. Inoltre fu suo il ritrovamento di una cronaca vastese del diciottesimo secolo ignota al Marchesani come agli altri storici prima di lui e che fu pubblicata arricchita dalle sue annotazioni.

### Altri interessi
Nominato Direttore del Museo Comunale, lo arricchì di varie raccolte artistiche fra cui quella numismatica da lui formata, catalogata e donata. Riordinò il locale gabinetto archeologico fondato a suo tempo da Luigi Marchesani, arricchendolo di alcuni pezzi rari
Coltivò la musica e compose canzoni dialettali ed altri pezzi di successo
Morì nella sua Vasto il 14 dicembre 1944

## Opere
Storiografiche

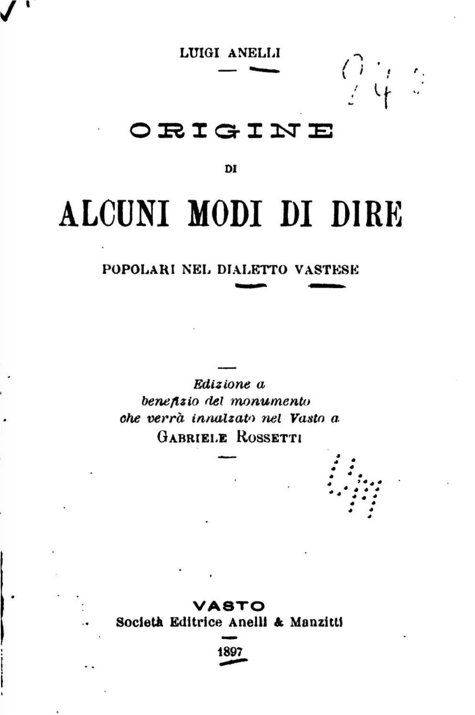
Frontespizio da Internet Archive

- Luigi Anelli, Ricordi di storia vastese, Napoli, Tip. ed. dell'Indicatore gen. del commercio, 1885, OCLC 29134488, SBN MOL0181635.
- Luigi Anelli (a cura di), Cronaca vastese (anni 1576-1577) / Fra Serafino Razzi ; annotata e pubblicata da Luigi Anelli, Vasto, Societa editrice Anelli & Manzitti, 1897, SBN AQ10114062.
- Luigi Anelli e Giuseppe Pietrocola (a cura di), Cronaca vastese / del canonico Don Diego Maciano ; trascrizione e commento:, Vasto, Histonium, 1983, SBN BRI0449009.
- Luigi Anelli, La città del Vasto nel 1799, Vasto, Tip. edit. L. Anelli, 1899, SBN AQ10059518.
- Luigi Anelli, Ricordo del Vasto (Histonium), Bergamo, Off. dell'Istituto Italiano d'Arti Grafiche], 1909, OCLC 887026294, SBN TER0006627.
- Luigi Anelli, Histonium ed il Vasto attraverso i secoli, Roma, Poligrafico dello Stato, 1992, OCLC 17662647, SBN BVE0334199.

Dialettali
- Luigi Anelli, Vocabolario vastese, Vasto, Tipografia editrice L. Anelli, 1901, OCLC 776093689, SBN UBO1307980.
- Luigi Anelli, Proverbi vastesi, Vasto, Edizioni Cannarsa, 1997  [1897], OCLC 642047756, SBN UDA0169731.
- Luigi Anelli, Origine di alcuni modi di dire popolari nel dialetto vastese, Wikisource, Vasto, Società editrice Anelli & Manzitti, 1897, OCLC 555361687, SBN SBL0302154.
- Luigi Anelli, Fujj' ammësche : poesie in dialetto istoniese, Istonio, Arte della stampa, 1940, SBN MOD1360906.
- Luigi Anelli, Lu zije spiccicate!... : [commedia in tre atti in dialetto abruzzese], Vasto, Arte della stampa, 2001  [1933], SBN TER0031360.
- Luigi Anelli, A ch' attocch' attocche! : proverbio in un atto in dialetto vastese, Vasto, Tipografia L.Anelli, 1897, SBN TER0006638.
- Luigi Anelli, Creste gna vaite accuscì pruvaite ; [A ch'attocch' attocche! : commedia in un atto in dialetto vastese : rappresentato per la prima volta nel Teatro comunale Rossetti in Vasto, la sera del 6 ottobre 1894 : proverbio in un atto in dialetto vastese] / Luigi Anelli, Vasto, Arte della stampa, 2001, SBN TER0031358.
- Luigi Anelli, Opere dialettali, Vasto, Tipografia Histonium, 1969 (è la raccolta più completa della produzione poetica)

Altre
- Gabriele Rossetti, Disamina del sistema allegorico della Divina Commedia, a cura di Luigi Anelli, Vasto, Società editrice Anelli & Manzitti, 1997  [1890], OCLC 52260674, SBN UBO2257146.
- Luigi Anelli, Catalogo delle monete e medaglie d'Abruzzo / compilato da Luigi Anelli, Vasto, Tipografia L. Anelli, 1905, SBN RAV1143417.

## Riconoscimenti
- Per le sue riconosciute qualità di storico e archeologo nel 1899 fu nominato direttore del Museo Comunale, carica che mantenne fin quasi alla morte.
- Nel 1897, su proposta di Francesco D'Ovidio, fu nominato all'insegnamento della lingua italiana nelle scuole tecniche[1].
- Nel 1907, venne nominato Ispettore Onorario dei Monumenti e Scavi. Ma nel 1923, si dimise per protesta contro le ulteriori deturpazioni compiute sul Castello Caldoresco dal suo proprietario.[2]
- Fu Cavaliere dell'ordine di SS. Maurizio e Lazzaro
- La città di Vasto gli dedica una via[17]
- Il 28 Agosto 1971 nella Villa Comunale di Vasto fu installato in sua memoria un busto di bronzo. In seguito trafugato da ignoti vandali.[2]